# Guglielmo Mecozzi
Guglielmo Mecozzi detto Mimmo (Grottammare, 13 luglio 1936 – Grottammare, 6 novembre 2024) è stato un calciatore italiano, di ruolo centrocampista.

## Carriera
Ha disputato 9 campionati di Serie B con le maglie di Sambenedettese, Lazio e Catanzaro, totalizzando 259 presenze e 16 reti fra i cadetti.
Terminata la carriera da giocatore ha intrapreso quella di allenatore.